# O Amigo da Onça
O Amigo da Onça é um personagem de cartoons e histórias em quadrinhos  criado por Péricles de Andrade Maranhão (14 de agosto de 1924 - 31 de dezembro de 1961) e publicado em um cartoon pela primeira vez na revista O Cruzeiro em 23 de outubro de 1943.
Satírico, irônico e crítico, o Amigo da Onça aparece em diversas ocasiões desmascarando seus interlocutores ou colocando-os nas mais embaraçosas situações.
Em 1989, foi publicado na revista Semanário com roteiros de Jal e arte de Octavio Cariello.
Na década de 1990, estrelou com 420 tiras produzidas por Jal (roteiros) e Sergio Morettini (desenhos).

## A criação
O famoso personagem foi criado pelo cartunista pernambucano Péricles de Andrade Maranhão, em 1943, a pedido de Leão Gondim, editor da revista O Cruzeiro, inspirado nos cartoons Enemies of Man da revista americana Esquire e El enemigo del Hombre, personagem criado por Guillermo Divito para a revista argentina Patoruzú.
Foi publicado de 23 de outubro de 1943 a 3 de fevereiro de 1962. Os diretores da revista O Cruzeiro queriam criar um personagem fixo e já tinham até o nome, adaptado de uma famosa anedota.
| “ | Dois caçadores conversam em seu acampamento: — O que você faria se estivesse agora na selva e uma onça aparecesse na sua frente? — Ora, dava um tiro nela. — Mas se você não tivesse nenhuma arma de fogo? — Bom, então eu matava ela com meu facão. — E se você estivesse sem o facão? — Apanhava um pedaço de pau. — E se não tivesse nenhum pedaço de pau? — Subiria na árvore mais próxima! — E se não tivesse nenhuma árvore? — Sairia correndo. — E se você estivesse paralisado pelo medo? Então, o outro, já irritado, retruca: — Mas, afinal, você é meu amigo ou amigo da onça?! | ” |

Após a morte do autor, em 1962, o personagem continuou sendo publicado, desenhado pelo ilustrador Getulio Delphim (durante dois anos) - amigo e parceiro de Péricles na produção de outros personagens (Oliveira, o Trapalhão e Laurindo Capoeira) que não chegou a ser lançado devido à morte de Péricles. Péricles era muito ciumento com seu personagem, por isso Getúlio assinava "Equipe de "O Cruzeiro". Após esses dois anos, o cartunista Carlos Estevão desenhou o personagem até 1972.

## Expressão popular
Amigo da onça também é uma expressão popular, originada deste personagem de quadrinhos (ou banda desenhada). Usa-se essa expressão para definir a pessoa que diz ser amiga de outra mas que constantemente coloca essa outra em situação constrangedora ou vexatória.

## Outras mídias
Teatro
Em 1988, ganha uma peça de teatro escrita por Chico Caruso com colaboração de Nani e estrelada por Paulo Betti e Grace Gianoukas.
Filmes
Em 2005, foi lançado o curta-metragem A Última do Amigo da Onça, o curta é inspirado em uma história em quadrinhos produzida por Ofeliano de Almeida, que também produziu storyboards para o filme, a trama apresenta um fictício encontro entre Péricles (Osvaldo Mil) e sua criação (Fábio Lago), em 2006, o ator Fábio Lago foi premiado como melhor ator na 33ª Jornada Internacional de Cinema da Bahia, e no Festival Primeiro Plano em Juiz de Fora, no mesmo ano, Ofeliano de Almeida como melhor argumento no Festival Guarnicê de Cinema.
Animação
Em 2011, o Estúdio Saci elaborou um projeto de uma série de curtas de animação 3D